# Anna Line
Anna Line, ang. Anne Line (ur. ? w Dunmow w hrabstwie Essex, zm. 27 lutego 1601) – święta katolicka, męczennica, angielska konwertytka.
Pochodziła z kalwińskiej rodziny i była córką Wilhelma Heighama. Po przejściu na katolicyzm wyszła za mąż. W 1586 jej małżonek Rugger Line skazany został na banicję. Owdowiawszy w 1594 podjęła działalność na rzecz wspólnoty katolickiej i od następnego roku została administratorką i zarządczynią londyńskiego przytułku dla działających w ukryciu duchownych. Była jedną z organizatorek ucieczki z więzienia Tower jezuity Jana Gerarda, co zmusiło ją do ukrywania się poza Londynem. Zadenuncjowana, aresztowana została 2 lutego 1601 roku. Po kilku dniach skazano ją na karę śmierci.
27 lutego 1601 roku w egzekucjach stracono św. Annę Line, jej spowiednika bł. Ruggera Filocka i bł. Marka Barkworth O.S.B.
Beatyfikowana przez papieża Piusa XI 15 grudnia 1929, a 25 października 1970 kanonizowana w grupie Czterdziestu męczenników Anglii i Walii przez Pawła VI.
Jej wspomnienie obchodzone jest w dies natalis (27 lutego).